# A partir de hoy (programa de televisión)
A partir de hoy fue un programa de televisión producido por RTVE y Catorce Comunicación para su emisión en La 1 de Televisión Española, de lunes a viernes, entre las 12:30 y las 14:00 horas. El espacio, emitido entre el 8 de julio de 2019 y el 13 de marzo de 2020, fue conducido por Máximo Huerta.

## Formato
A partir de hoy fue un magacín matinal que trataba tanto el análisis de la actualidad, la información y la opinión como el entretenimiento y las entrevistas. Además, el formato también contaba con varios colaboradores que aportan sus diferentes puntos de vista acerca de los temas a tratar en el plató.

## Equipo

### Directores
- Marce Rodríguez
- Julia Varela

### Realizador
- Ángel Redondo

### Presentador
- Máximo Huerta

### Colaboradores
- Ana García-Siñeriz
- Boris Izaguirre
- Carlos Córdoba
- Carolina Cerezuela
- Celia Villalobos
- Espido Freire
- Gemma Nierga
- Gonzalo Miró
- Jacob Petrus
- Juanma López Iturriaga
- Lorenzo Caprile
- María Gómez
- Marta Fernández
- Mònica López
- Olga Viza
- Paco Tomás
- Roberto Leal
- Santiago Segura
- Sole Giménez
- Silvia Jato
- Tony Aguilar[3]
- German Martínez Pozos

## Audiencias
| Temporadas | Temporadas | Estreno                 | Final                | Audiencia    | Audiencia         | Audiencia                                                                             |
| Temporadas | Temporadas | Estreno                 | Final                | Espectadores | Cuota de pantalla | Horario                                                                               |
| ---------- | ---------- | ----------------------- | -------------------- | ------------ | ----------------- | ------------------------------------------------------------------------------------- |
|            | 1ª         | 8 de julio de 2019      | 30 de agosto de 2019 | 250.000      | 5,8%              | 12:25-13:25                                                                           |
|            | 2ª         | 2 de septiembre de 2019 | 13 de marzo de 2020  | —            | —                 | 12:30-13:30 (hasta el 10 de enero de 2020) 12:30-14:00 (desde el 13 de enero de 2020) |
| Total      | —          | 8 de julio de 2019      | 13 de marzo de 2020  | —            | —                 | —                                                                                     |